# Komplikation
Als Komplikation (lateinisch: complicare = verbeulen, falten, verwickeln, verwirren, zusammenlegen) bezeichnet man in der Medizin eine unerwünschte Folge einer Krankheit, eines Unfalls, eines Eingriffs oder eines Medikaments, die nicht im engeren Sinn zum Krankheitsbild gehört und nicht regelmäßig auftritt. Dieser Begriff, der für eine verwickelte, schwierige Situation steht, wird fachsprachlich vor allem in der Medizin verwendet. Gemeint sind ungünstige Veränderungen im Krankheitsverlauf oder im Heilungsverlauf, „meist mit besonderen Symptomen einhergehend“ oder als „neu hinzutretende Erkrankung.“
So gilt in der Medizin „jedes außerordentliche Symptom, das den Verlauf der Grundkrankheit ungünstig gestaltet (‚kompliziert‘),“ als eine Komplikation. Zum Beispiel wird eine offene Fraktur auch gegenüber dem Patienten als komplizierter Bruch dargestellt. Früher bezeichnete man in der Medizin als Complicatio die Verwicklung zum Beispiel vieler verschiedener Krankheiten miteinander und als Morbus complicatus eine mit anderen Krankheiten verwickelte Krankheit.
Im allgemeinen Sprachgebrauch werden das Femininum Komplikation, das Verb komplizieren und die Adjektivform kompliziert für entsprechende Fälle jeglicher Art benutzt, also als Kombination von verschiedenen Ursachen und Wirkungen, die schwer zu entwirren ist. Der Rechtschreibduden definiert die Komplikation als Verwicklung oder Erschwerung. Als Kompromiss zwischen medizinischer Fachsprache und gehobener Umgangssprache definierten medizinische Wörterbücher zu Beginn des 20. Jahrhunderts das Adjektiv „compliciert [als] zusammengesetzt, [also als] Gegensatz von einfach, [mit dem Beispiel] complicierte Brüche [als] Knochenbrüche mit Verletzung der Weichteile,“ so „dass die Luft Zutritt zu der Bruchstelle hat.“
Komplikationen machen meist eine Therapie oder aber eine Änderung der Therapie erforderlich. Von einer schweren Komplikation spricht man, wenn für die Therapie ein Krankenhausaufenthalt notwendig ist oder verlängert werden muss oder wenn in ihrer Folge der Tod eintritt.
Bekanntermaßen häufigen oder gefährlichen Komplikationen tritt man oft mit Präventivmaßnahmen entgegen.
Ein Beispiel für eine Komplikation ist eine tiefe Beinvenenthrombose nach einer Operation. Die Thrombose kann ihrerseits durch eine Lungenembolie kompliziert werden. Zur Prävention eignen sich die frühe Mobilisation, subkutan verabreichte Heparinpräparate und enganliegende medizinische Thromboseprophylaxestrümpfe. Weitere Beispiele für „unerwartete Ereignisse innerhalb eines Krankheitsverlaufs mit geringer Erwartungswahrscheinlichkeit, durch die der durchschnittliche Ablauf einer Erkrankung negativ beeinflusst wird, [sind] zum Beispiel die Herzwandruptur beim Herzinfarkt, die Perforation eines Magenulkus oder [ein] Lungenabszess bei [einer] Pneumonie [sowie] postoperative Thrombosen und Wundheilungsstörungen.“
Der Medizin-Duden erwähnt zusätzlich noch ungünstige Beeinflussungen von biologischen Prozessen oder Verschlimmerungen eines normalerweise überschaubaren Krankheitszustandes durch einen unvorhergesehenen Umstand mit dem Beispiel einer Fehllage des Kindes bei der Geburt beziehungsweise bei der Entbindung.
In manchen Situationen kann eine Komplikation nicht von einer unerwünschten Nebenwirkung unterschieden werden. So kann als Folge der gerinnungshemmenden Therapie bei Thrombosen eine Blutung auftreten, die dann als Komplikation des Krankheitsbildes oder als Nebenwirkung der medikamentösen Behandlung aufgefasst werden kann.

## Risiken für den Operateur
Im Allgemeinen versteht man unter Komplikation etwas, was den Erkrankten betrifft. Es kann jedoch auch beim operierenden Arzt zu Komplikationen während des Eingriffes kommen, insbesondere wenn nicht unbeträchtliche Kraft aufgewendet werden muss. Beim Einbau einer künstlichen Hüfte hörte ein britischer Operateur ein Knacken. In der Annahme, durch den Einbau der Hüftendoprothese sei es zu einem Riss im Oberschenkelknochen gekommen, weil die verwendete Prothese zu groß sei, wechselte er auf ein kleineres Modell. Die postoperativen Röntgenaufnahmen waren aber einwandfrei; an der geschwollenen Hand des Operateurs fand sich aber ein Knochenbruch im III. Mittelhandknochen als Ursache für das gehörte Knackgeräusch.

“Orthopaedic surgery requires not only brute force and ignorance but brute force, ignorance, and perception of pain.”

Übersetzung des britischen Humors: Die orthopädische Chirurgie erfordert nicht nur rohe Gewalt und Unwissenheit, sondern rohe Gewalt, Unwissenheit und Schmerzempfinden.

## Andere Bedeutungen

### Uhrwerk
Bei mechanischen Uhren wird jede Zusatzfunktion des Uhrwerks, die über die Anzeige der Stunden hinausgeht, als Komplikation bezeichnet. Jede zusätzliche Komplikation (ausgehend von der Sonnenuhr) steigert den Funktionswert und den Kaufpreis. So hat zum Beispiel die Aeternitas Mega von Franck Muller 36 Komplikationen.

### Physiologie
Johann Friedrich Herbart bezeichnete in der Sinnesphysiologie die Verbindung zweier Vorstellungen verschiedener Sinnesgebiete als Komplikation. Als ein Beispiel nannte er die Erinnerung an den Geschmack einer Speise beim Anblick dieser Speise.